# Chloe's Toverkast
Chloe’s Toverkast (Chloe’s Closet) is een Brits-Amerikaans animatie-, kinderprogramma. De hoofdrol in de serie is weggelegd voor de vierjarige Chloe. Zij ontdekt vanuit haar slaapkamer in iedere aflevering een magische nieuwe wereld als ze zichzelf verkleedt.

## Geschiedenis
De serie is bedacht en gecreëerd door de Britse producer Mike Young en gebaseerd op de avonturen van zijn eigen kleindochter Chloe, die destijds 4 jaar oud was. De nieuwsgierigheid en grenzeloze fantasie van zijn kleindochter inspireerden Young om een reeks avonturen over haar te schrijven, wat resulteerde in deze serie. 
Chloe’s Toverkast is geproduceerd door Mike Young Productions ltd. in samenwerking met Kids Workout Factory B.V., Moonscoop LLC, KIKA/ARD, Telegael Teoranta, Vision Animation SDH BHD en Minika. Het is mede tot stand gekomen door subsidie uit het mediaprogramma van de Europese Commissie.
Het eerste seizoen bestaat uit 52 afleveringen van 11 minuten. In 2013 is een tweede reeks van 52 afleveringen geproduceerd die vanaf september 2013 uitgezonden werd op de Nederlandse en Vlaamse televisie.
Chloe’s Toverkast is in meer dan 90 landen wereldwijd uitgezonden. In Nederland is het programma sinds 2011 te zien op RTL Telekids, evenals op het digitale kanaal Pebble TV. In Vlaanderen wordt de serie uitgezonden op Ketnet.
Voor de Benelux zijn de rechten van de serie in handen van Kids Worldwide Factory uit Den Haag.

## Afleveringen

### Opbouw afleveringen
Elke aflevering van Chloe’s Toverkast begint op het moment dat Chloe met haar vriendjes in haar slaapkamer spelen. Hun spel wordt onderbroken wanneer Chloe’s Toverkast tot leven komt. Chloe opent vervolgens haar Toverkast en ontdekt welk verkleedkostuum er klaar hangt voor een nieuw avontuur. 
Alle kledingstukken in Chloe’s magische kledingkast staan synoniem voor een andere wereld en wanneer de kinderen de kleding aantrekken komen ze daar in hun fantasie terecht. Dit kan het oerwoud zijn of de ruimte, het wilde westen, de woestijn, sprookjesland, enz..  De kinderen komen in elke aflevering een probleem tegen dat ze samen moeten oplossen. Chloe en haar vrienden krijgen daarbij hulp van Chloe’s knuffeldoek Snoezige Wortel die altijd bij haar is. 
Chloe haar lijfspreuk is “Alles is mogelijk in mijn wereld” .
Als het probleem is opgelost, keren de kinderen weer terug naar Chloe’s slaapkamer. Bij terugkomst delen zij hun verhalen met de ouders van Chloe. 

### Educatieve grondslag
Naast de amusementswaarde is de serie ontwikkeld met een educatieve grondslag. In de serie onderzoekt Chloe alles wat op haar pad komt. De problemen die ze tegenkomt zijn gekoppeld aan begrippen van het voorbereidend rekenen bij peuters en kleuters, zoals het benoemen van kleuren , vormen, patronen en het tellen. Tevens wordt ingespeeld op de sociaal-emotionele ontwikkeling met onderwerpen zoals samen spelen en samen delen. 

### Nederlandse stemmen
| Personage        | Stemacteur        |
| ---------------- | ----------------- |
| Chloe            | Marlies Somers    |
| Snoezige Wortel  | Rop Verheijen     |
| Chloe’s Moeder   | Jannemien Cnossen |
| Chloe’s Vader    | Paul Disbergen    |
| Tara             | Lizemijn Libgott  |
| Jet              | Melise de Winter  |
| Lil              | Donna Vrijhof     |
| Daniella (Danny) | Jannemien Cnossen |
| Mac              | Niki Romijn       |
| Riley            | Peggy Vrijens     |

## Seizoen 1
| Nr. | Titel Nederlands                   | Synopsis |
| --- | ---------------------------------- | --- |
| 101 | Bult in de nacht                   | Chloe’s knuffeluil Hootie Hoo stoot steeds zijn hoofd, omdat hij niet zo goed kan zien. Chloe en haar vriend Jet worden astronauten en gaan samen naar de ruimte om de sterren schoon te maken zodat Hootie Hoo in de nacht alles beter kan zien. |
| 102 | Regenboog Raadsel                  | Chloe en haar vrienden spelen in de regen tot ze ontdekken dat de regenboog is verdwenen. Ze gaan op zoek naar de zeven kleuren van de regenboog en brengen de regenboog weer terug in de lucht. |
| 103 | Aapjes in de Caraïben              | Chloe en haar vrienden helpen een groep piraten met het sorteren van hun schat. De kinderen leren de piraten ook dat je van een “schat” moet genieten en niet moet begraven. |
| 104 | De kleur roze                      | De kinderen bezoeken een koninkrijk waar alle roze verf is vernietigd door een draak. Ze mixen zelf witte en rode verf om weer roze verf te maken en leren de draak dat wanneer hij door een blauwe bril kijkt de kleur roze paars wordt. |
| 105 | Jet’s speurtocht                   | Jet weet niet wat zijn talent is en durft daarom niet mee te doen aan optreden in Chloe’s show. Een groepje apen en een ondeugende slang in het oerwoud laten Jet zien dat hij eigenlijk heel goed kan dansen. |
| 106 | De sneeuwprinsessen                | De kinderen gaan naar een wereld van ijs en sneeuw. Daar ontdekken ze dat Mr. Wolk zijn sneeuwvlokmaker kwijt is. Ze moeten hem helpen de sneeuwvlokmaker weer terug te vinden, zodat de sneeuw weer in mooie kleine vlokjes naar beneden kan komen. |
| 107 | Remmen los                         | Vandaag zijn Chloe en haar vriendjes autocoureurs. Ze komen op een fantastische racebaan terecht door aanwijzingen op een kaart te volgen. |
| 108 | De klank van echo’s                | Chloe en haar vriendjes gaan naar de bergen en komen er daar achter dat de echo in de bergen verdwenen is omdat meneer echo niet meer weet hoe het moet. Ze leren Meneer Echo hoe hij de geluiden in de goede volgorde de lucht in kan sturen. |
| 109 | Acht linkervoeten                  | Chloe en haar vriendjes worden diepzeeduikers. Eenmaal onder water laten ze een octopus zien dat het hebben van acht armen grote voordelen heeft. |
| 110 | Boselfjes                          | In deze aflevering belanden Chloe en haar vrienden als boselfjes in elfjesland waar het nooit meer donker wordt. De zon is haar dekentje kwijt en kan zonder haar knuffeldeken niet gaan slapen. Samen vinden ze de deken terug. |
| 111 | Bult in het zand                   | Chloe en haar vrienden reizen af naar de Arabische woestijn waar ze Asif de kameel tegenkomen. Asif is zijn vrienden kwijt. Met de hulp van de krokodillen en een sfinx helpen ze Asif om zijn vrienden terug te vinden. |
| 112 | Op het juiste spoor                | Chloe, Jet en Danny worden conducteurs en komen een treintje tegen dat de berg niet op kan omdat hij zo zwaar beladen is. De kinderen helpen de trein de heuvel op door de zware lading te splitsen. Zo leren ze zelf hoe ze speelgoed makkelijker kunnen opruimen. |
| 113 | Kleine dingen, grote dingen        | Chloe wordt dierenarts, Jet bestuurt de dierenambulance en samen behandelen ze iedereen, van de kleinste muis tot de grootste dinosaurus. |
| 114 | Hé, hé, hij is een aap             | Chloe gaat met Tara en Riley naar het oerwoud waar ze een aap leren kennen die zelf ook nieuw is in het oerwoud. Samen proberen ze uit te zoeken waar de kokosnoten groeien en proberen ze muziekinstrumenten van dingen uit de jungle te maken. |
| 115 | Paars zoals ik                     | Chloe gaat met Tara en Danny als zeemeerminnen naar de oceaan en ontdekken daar dat alle vissen met z’n tweeën zijn. Als ze vervolgens een vis tegenkomen die helemaal alleen is gaan ze op zoek naar een paarse vis die bij haar past. |
| 116 | Superbeste vrienden                | Chloe, Tara en Jet komen in de dierenwereld terecht en helpen daar een gorilla van de hik af. |
| 117 | Kleine grote jongen                | In de indianenwereld ontmoeten Chloe en Jet Indiaan Kleintje. Hij is een totempaal aan het maken en als hij die op tijd af heeft voor het feest krijgt hij zijn echte naam. Kleintje wil er dieren in snijden, maar hoe krijgt hij de dieren op tijd bij zich om voor hem te poseren? Chloe en Jet helpen hem.                                                                                     |
| 118 | Taart bakken                       | Chloe en Danny worden bakkers op de Noordpool en helpen een pinguïn een taart te bakken voor de verjaardag van zijn zoontje. |
| 119 | Blijf op je tenen                  | In deze aflevering gaan Chloe, Tara en Lil op bezoek bij de ballerina in Chloe’s sieradenkistje. De ballerina is vergeten hoe ze het dansje moet doen en in welke volgorde. Chloe, Tara en Lil helpen haar om de stappen van het dansje terug te vinden. |
| 120 | Grote voeten                       | Chloe en Danny en Riley en Jet belanden in een circus. De spreekstalmeester is in paniek want de clowns zijn er niet. Maar Chloe en haar vrienden wel! |
| 121 | Groene vingers                     | Chloe, Riley, Lil en de kleine Mac worden tuinmannen in een tuin met toverwater. Giet je dat op bloemen of dieren dan worden ze heel groot. Maar groot blijkt ook niet alles als een kleine muis te groot wordt om nog in haar huisje te kunnen en haar baby’s eten te geven. Gelukkig is Mac mee om te helpen.                                                                                    |
| 122 | Tyrannosaurus kraakt               | Chloe en Jet komen in dinosaurusland en helpen een dino met het zoeken naar het ei waar zijn kleine zusje in zit. |
| 123 | Tandenfee                          | Chloe en Tara zijn super gelukkig als ze eindelijk de Tandenfee mogen ontmoeten. Maar de tandenfee is haar tovertasje kwijt waarin alle cadeautjes zitten die de kinderen onder hun kussen krijgen als ze een tand hebben gewisseld. Chloe en Tara helpen de Tandenfee haar muntenbuidel terug te vinden.                                                                                          |
| 124 | Levend Schilderij                  | Chloe en haar vriendjes worden kunstenaars. Ze schilderen prachtige plaatjes die tot leven komen maar vergeten hun vriendje tien vingers te geven zodat hij met hen mee kan gaan fietsen. |
| 125 | Kippenvel                          | Chloe en vriendjes worden sprookjesfiguren en helpen het bed voor de reus naar boven te tillen. |
| 126 | Het raadsel van het verloren ei    | Chloe en vriendjes reizen af naar de Mexicaanse jungle om 'Indiana Jones' te spelen. Ze ontmoeten een toekan en met de hulp van een aap lossen ze een puzzel op en helpen ze een ei terugvinden. |
| 127 | Ingesneeuwd                        | Vandaag gaan Chloe en haar vriendjes skiën. Ze ontmoeten Scout, een st. Bernardpuppy die heel goed is in dingen vinden, maar de weg naar huis kwijt is. Chloe, Jet en Tara hebben de perfecte oplossing en helpen hem de weg naar huis terug te vinden. |
| 128 | Laat ’t maar aan de bevers over    | Chloe en Riley zijn in deze aflevering boswachters. Een rivier door het bos is helemaal droog geworden en hierdoor kunnen de bosdieren en hun vriendjes niet meer drinken. Chloe lost het mysterie op. |
| 129 | Lekker klussen                     | Chloe en haar vriendjes zijn klusjesmannen. Ze worden opgeroepen om het huis van Moeder Natuur op te knappen. |
| 130 | Volg de stenenweg naar het kasteel | Chloe en haar vriendjes bezoeken een kasteel met een tovenaar. De tovenaar is zijn magische krachten kwijt. Chloe en Tara helpen hem zijn magische krachten weer terug te vinden. |
| 131 | De kers op de taart                | In deze aflevering gaan Chloe en haar vriendjes naar het verjaardagsfeestje van de Winterkoningin. De bakker heeft voor dit feest de grootste taart ooit gebakken maar nu krijgt hij de taart niet meer uit de bakkerij! Chloe, Tara en Jet helpen hem dit probleem op te lossen. |
| 132 | Een speciaal pakketje              | Chloe en haar vriendjes zijn postbodes. Ze moeten een magische nieuwe lamp bezorgen bij mevr. Genie maar ze gebruiken per ongeluk de drie wensen uit de lamp. Hoe moeten ze dit nou oplossen? |
| 133 | Lenen, lenen                       | Chloe, Jet en Riley gaan naar de bibliotheek waar Meneer Uil elke dag een prachtig verhaal voorleest. |
| 134 | Trap maar raak                     | Chloe en haar vriendjes reizen af naar een prachtig eiland in de Seychellen. Daar spelen een potje voetbal tegen een stel apen en vrolijken ze een gigantisch grote schildpad op. |
| 135 | Rookalarm                          | Vandaag zijn Chloe en haar vriendjes brandweermannen. Ze ontdekken alle elementen die bij dit beroep horen en blussen zelfs een vuurtje in hun eigen achtertuin. |
| 136 | Laarzen Om Te Springen             | Chloe, Snoezige Wortel en hun vriendinnetje Tara belanden in een manege. Daar ontmoeten ze het paard Mandy. Mandy wint alle springwedstrijden. Maar Mandy krijgt bij het springen stiekem hulp van haar beschermlaarzen. Als haar beschermlaarzen weigeren nog langer hun geheim te bewaren zal Mandy toch echt alleen moeten springen. Gelukkig zijn Chloe en haar vrienden er om haar te helpen. |
| 137 | Opkrassen                          | Chloe belandt samen met haar vriendje Riley op een boerderij. Daar helpen ze de boer om de kraaien weg te jagen, omdat de kraaien alle groenten op eten. Ze krijgen gelukkig hulp van een vogelverschrikker. |
| 138 | Super Cool Spelletje               | Chloe, Snoezige Wortel en haar vriendje Jet belanden op de Zuidpool als echte ijshockeyspelers. Ze willen heel graag samen met pinguïns Ben en Billy ijshockeyen, maar Ben en Billy hebben geen hockeysticks. Met zijn allen gaan ze op zoek naar sticks voor Ben en Billy. |
| 139 | In De Aap Gelogeerd                | Chloe, Riley en Danny veranderen in politieagenten. Ze moeten erachter zien te komen wie toch steeds de bananen van meneer Aap steelt. Gelukkig kunnen ze als een team samenwerken en weten het raadsel op te lossen. |
| 140 | De goede, de slechte en de domme   | Chloe belandt met Riley en Jet in het Wilde Westen als cowboys. Er loopt een kalf weg en zij moeten dat zien te vangen. Maar hoe, op welke manier? |
| 141 | Klokkeleku                         | Chloe, Jet en Tara zijn vandaag op een boerderij. De boer blijkt weg te zijn en ze doen al zijn werk. Maar hoe kan het dat de boer er niet is? Onderweg komen ze erachter dat de haan nog slaapt. |
| 142 | Fantastisch speelgoed              | Chloe, Tara en Jet komen bij een uitvinder die het meest ingewikkelde speelgoed uitvindt, maar Chloe weet dat het ook simpeler kan. |
| 143 | Super Woerd                        | Chloe en Lil zijn piloten en helpen een lief klein eendje over zijn vliegangst heen. |
| 144 | Luister goed                       | Chloe, Jet en Riley gaan naar Toverland waar ze een leerling tovenaar proberen te helpen de vliegtest te halen. Dit is een stuk moeilijker dan ze hadden gedacht, want wat is nou links en wat is nou rechts? Zou het ze lukken het diploma te behalen? |
| 145 | Niet in schaap vallen              | Chloe, Lil en Mac zijn schapenhoeders. Dan raken ze schapen kwijt aan een wolf die de slaap maar niet kan vatten... |
| 146 | Een bal en een net                 | Chloe, Danny en Jet gaan naar het strand, maar Danny wil bij alle spelletjes steeds winnen. En dan gaan ze volleyballen tegen een stel kangoeroes! |
| 147 | Hij heeft ritme                    | Chloe, Tara en Danny gaan als zeemeerminnen naar de vissen toe die een concert geven. Een octopus wil heel graag optreden, maar als hij zingt, jaagt hij iedereen weg. Chloe en vriendjes helpen de Octopus te ontdekken wat zijn talent is. |
| 148 | Vierkant Man                       | Chloe, Tara en Jet worden superhelden en krijgen te maken met een superschurk die alles vierkant maakt! Chloe weet de superschurk te overtuigen dat het beter is als hij alles in de originele vorm laat. |
| 149 | Fraai voetenwerk                   | Chloe, Tara en Lil worden flamencodansers en doen samen met Flora Flamingo mee aan een talentenjacht. |
| 150 | Niemand is volmaakt                | Chloe, Lil en Mac zijn vandaag dokter en verplegers. Ze komen in een speelgoedziekenhuis waar ze medisch wonderen verrichten. |
| 151 | Oud konijn, nieuwe trucs           | Het regent en dus moet Chloe alleen spelen met Snoezige Wortel. Ze wordt goochelaar en bedenkt prachtige nieuwe trucs. |
| 152 | Kleuter musical                    | Chloe en Jet zijn popsterren. Ze maken samen een show en een liedje, maar ontdekken dat het nog veel leuker is als ze met alle vriendjes samen optreden in een musical! |